# Vorsti (Pajusi)
Vorsti – wieś w Estonii, w prowincji Jõgeva, w gminie Pajusi.